# Hélène Feillet

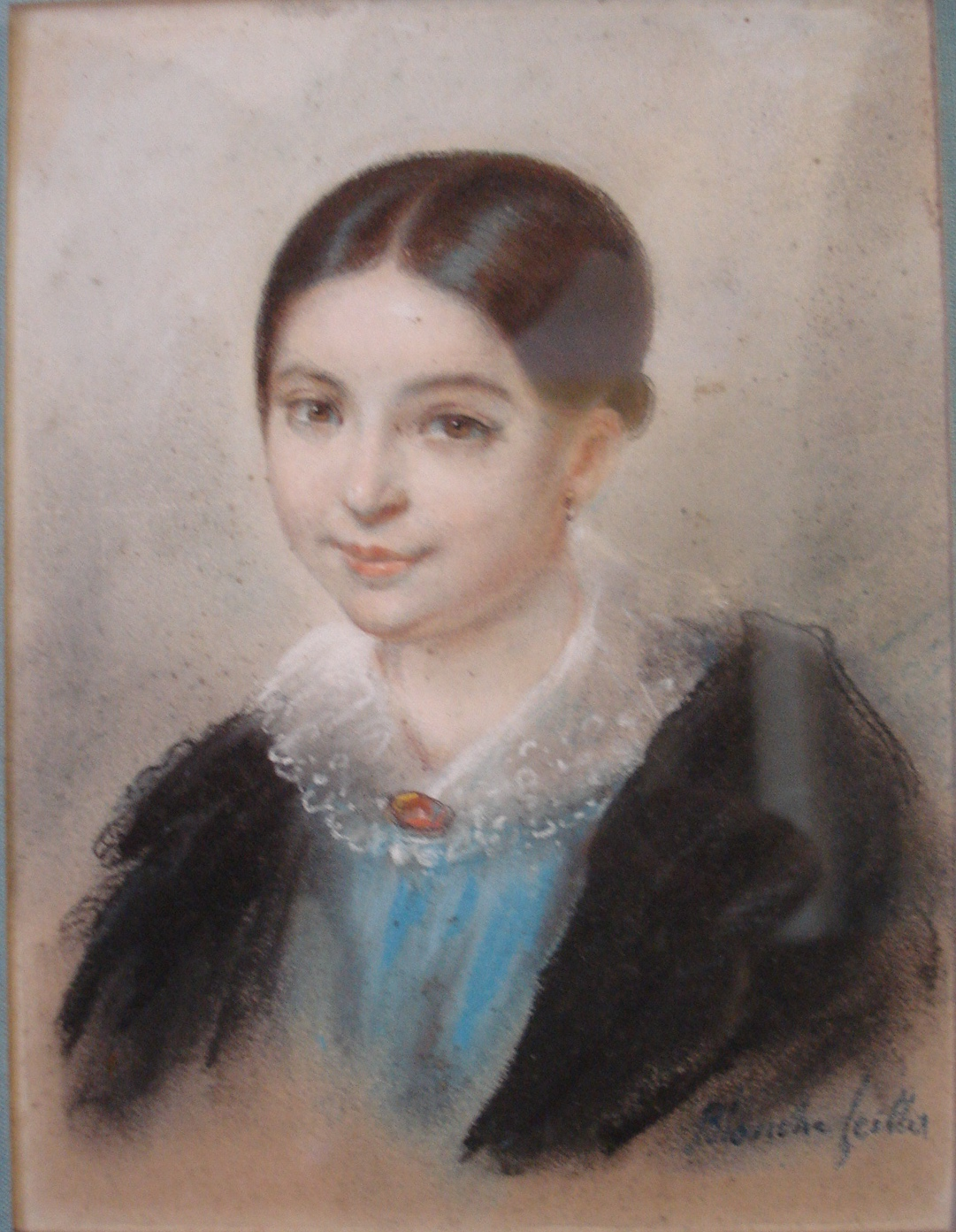
Portret door haar zus Blanche

Hélène Feillet (Parijs 1812 - Biarritz 9 december 1889) was een Franse tekenaar, kunstschilder en lithograaf in de 19e eeuw, met een voorliefde voor Baskische tradities. Feillet en haar zus Blanche waren de eerste vrouwelijke schilders van het Baskenland.

## Parijs en Madrid
Haar vader Pierre Jacques Feillet verliet, zwaar gekwetst, het Napoleontische leger in 1814. Hij legde zich toe op schilderkunst in Parijse kringen en huwde met Hélène Pernotin, dochter van zijn leermeester. Hun dochters Hélène en Blanche leerden dan weer het vak van hun vader, alsook van de Nederlander Ary Scheffer. In Parijs hielpen zij hun vader bij het illustreren van boeken. Van 1829 tot 1834 verbleef het gezin in Madrid. Feillet tekende lithografieën voor het tijdschrift El Artista, maar zou ook na haar Madrileense periode illustraties blijven tekenen voor Spaanse tijdschriften.

## Bayonne
In 1834 installeerde het gezin zich in Bayonne, in Frans-Baskenland. Vader Pierre Jacques werkte als directeur van de Schilderacademie van Bayonne, tot zijn dood in 1855. Feillet schilderde in opdracht van kerkbesturen en Franse overheden. Zij schilderde ook aquarellen en vervaardigde talrijke lithografieën. Haar zus Blanche huwde met Charles Hennebutte, een uitgever. De productie, uitgifte en expositie van meer dan honderd schilderijen en tekeningen werd een familiebedrijf. De beide zussen stelden hun werken tentoon op internationale tentoonstellingen in Biarritz en Parijs. Wanneer schoonbroer Charles toeristische gidsen uitgaf over Baskenland, was dit een groot commercieel succes. De zussen Feillet hadden de illustraties verzorgd met hun geliefkoosd onderwerp, met name Baskische personen in traditionele klederdracht. Een van de residentiesteden van de Franse keizer Napoleon III was Biarritz in Frans-Baskenland. Zulke reisgids werd dan ook druk gelezen door de nieuwe stroom toeristen naar de streek.
De zaken van de familie Feillet gingen vrij goed en Hélène kocht meerdere huizen in de streek. Feillet verzorgde haar zieke vader bij haar thuis. Het is niet bekend of zij gehuwd was. In 1889 overleed zij in haar villa in Biarritz.

## Enkele werken

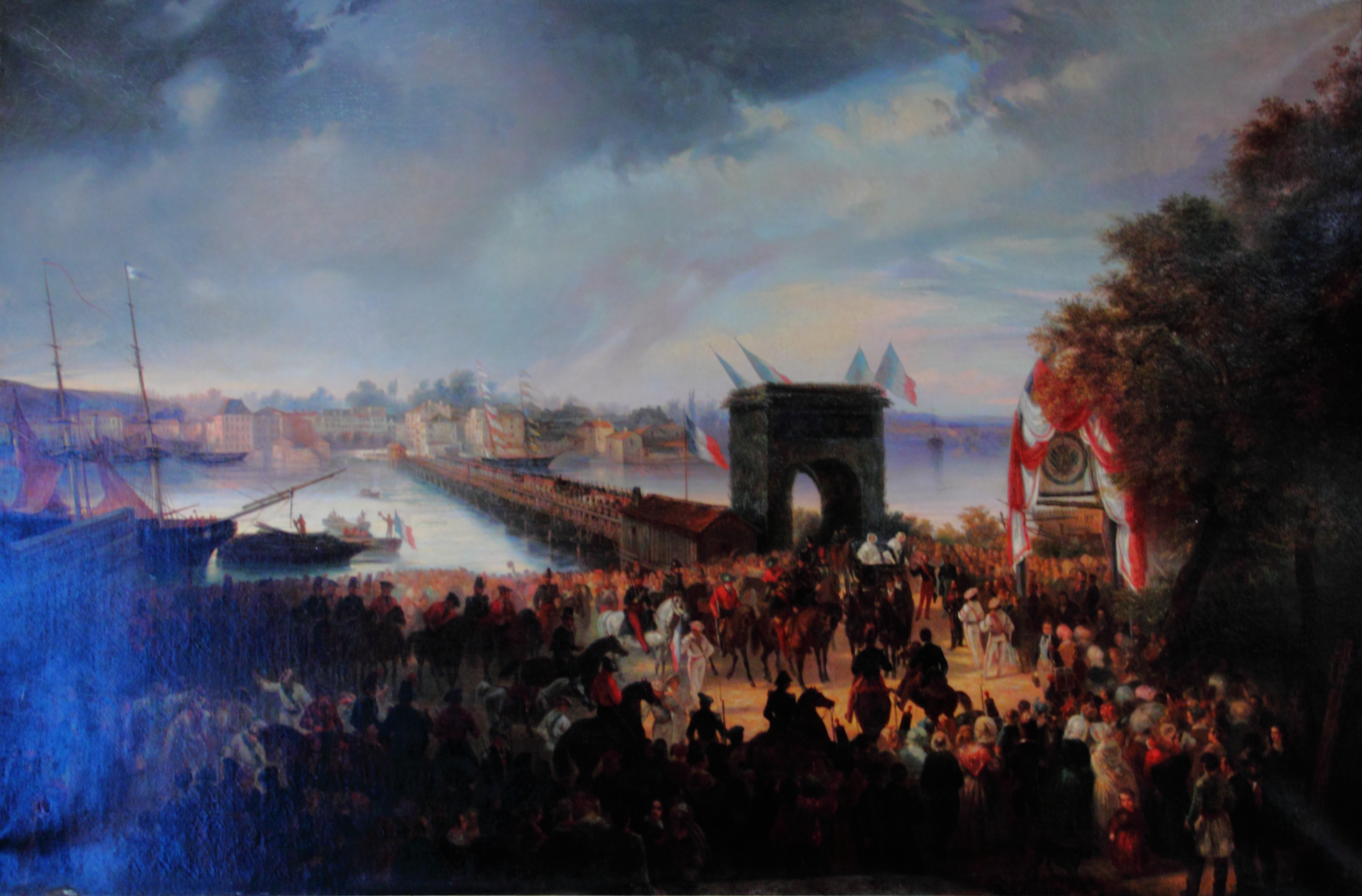
In opdracht van het ministerie van Binnenlandse Zaken: triomftocht van de hertog van Bayonne
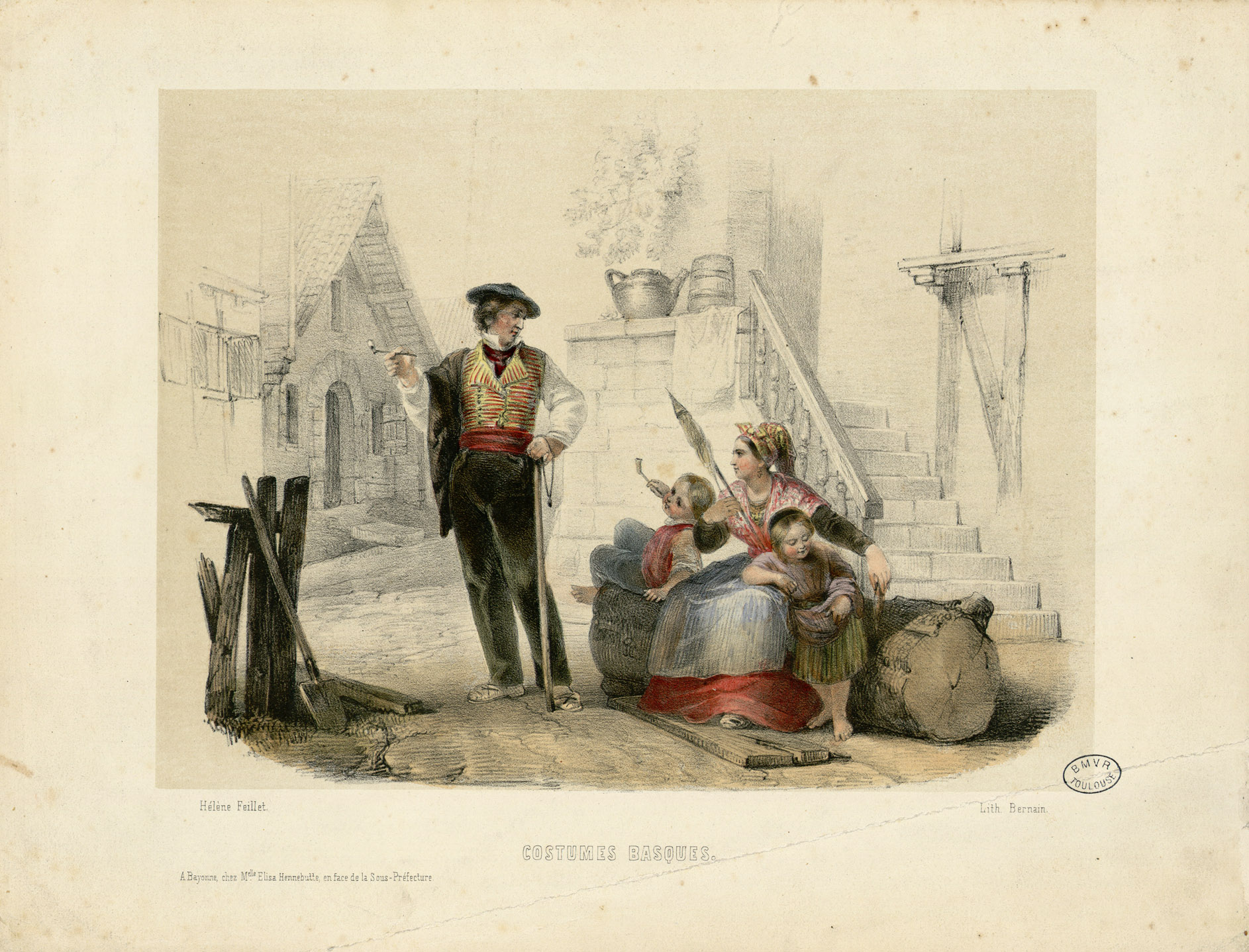
Baskische klederdrachten
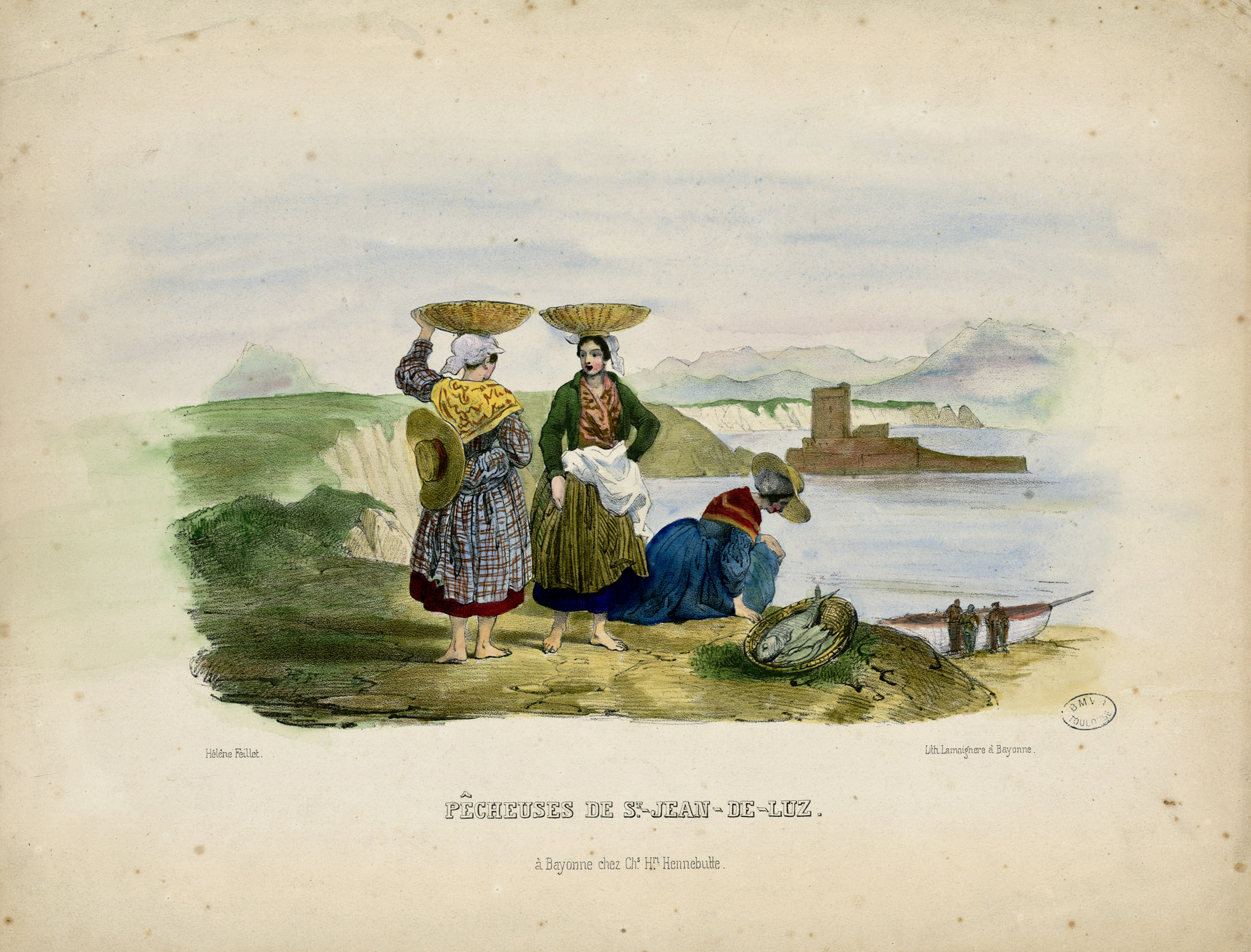
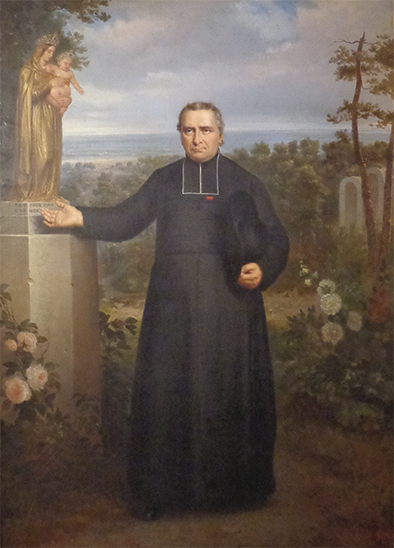
dorpspastoor in Baskenland
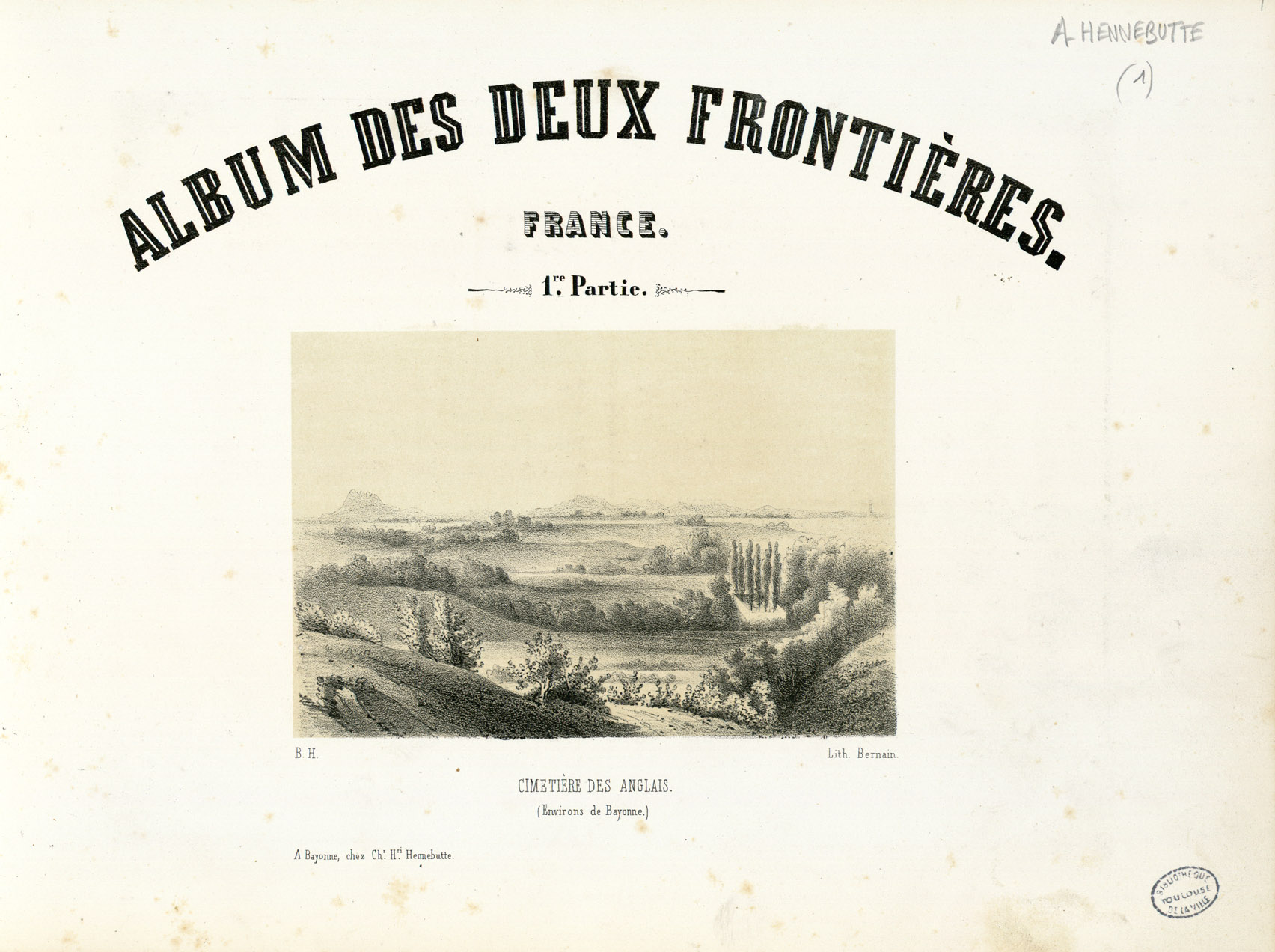
illustraties in een reisgids over Baskenland

In het Rijksmuseum in Amsterdam zijn prenten van haar bewaard.
- Biblioteca Nacional de España: XX1260417
- Bibliothèque nationale de France: cb14973734p (data)
- Gemeinsame Normdatei: 1136088547
- International Standard Name Identifier: 0000 0000 0265 2644
- Library of Congress Control Number: n86024116
- RKD-Nederlands Instituut voor Kunstgeschiedenis: 27562
- Union List of Artist Names: 500048330
- Virtual International Authority File: 74125647
- WorldCat: E39PBJtgXJqCyhpBFpQvcVc9Dq